# Giardino Botanico della Scuola Media Statale E. Toti di Musile di Piave
El Jardín Botánico del Liceo Estatal "E.Toti" de Musile di Piave (en  italiano: Giardino Botanico della Scuola Media Statale "E.Toti" di Musile di Piave), es un jardín botánico y arboreto de 3500 m² de extensión, situado en terrenos del Liceo de enseñanzas medias de Musile di Piave, Italia. Su código de reconocimiento internacional como institución botánica, así como las siglas de su herbario es SMST.

## Localización
Se ubica alrededor de la estructura del edificio del Liceo de enseñanzas medias. 
Giardino Botanico della Scuola Media Statale "E.Toti" di Musile di Piave, Via Guglielmo Marconi, Musile di Piave, Provincia di Venezia, Veneto, Italia.45°37′0″N 12°34′0″E / 45.61667, 12.56667
Está abierto todos los días.

## Historia
El jardín botánico fue creado entre los años 1978 y 1979 como una prolongación de las aulas para el estudio de las plantas.   

## Colecciones
Actualmente en sus colecciones se incluye Acacia saligna, Acer campestre, Acer pseudoplatanus, Aesculus hippocastanum, Albizia julibrissin, Albizia lophanta, Araujia sericifera, Betula alba, Carpinus betulus, Catalpa bignonioides, Cedrus atlantica, Celtis australis, Ceratonia siliqua, Chorisia insignis, Corylus avellana, Diospyros kaki, Eriobotrya japonica, Erythrina crista-galli, Feijoa sellowiana, Gleditschia triacanthos, Hovenia dulcis, Juglans regia, Macfadyena unguis-cati, Maclura pomifera, Magnolia grandiflora, Ostrya carpinifolia, Passiflora antioquiensis, Persea americana, Picea abies, Pinus pinea, Populus nigra, Prunus avium, Psidium guajava, Quercus pedunculata, Salix alba, y Ulmus campestris.